# 阿爾及利亞—毛里塔尼亞關係
阿爾及利亞－毛里塔尼亞關係，是兩個馬格里布阿拉伯國家阿爾及利亞和毛里塔尼亞之間的關係。兩國之間的關係往往具有友好性，儘管在過去兩國之間存在若干政治僵局，如西撒哈拉戰爭，毛里塔尼亞和摩洛哥共同入侵該地區，而阿爾及利亞則反對並支持波利薩里奧陣線。儘管如此，因毛里塔尼亞在各個方面都比阿爾及利亞更弱，更貧窮，所以放棄了他們的要求並恢復了與阿爾及利亞的關係。
阿爾及利亞在努瓦克肖特設有大使館，而毛里塔尼亞則在阿爾及爾設有大使館。

## 西撒哈拉戰爭
由阿爾及利亞支持的波利薩里奧陣線在與毛里塔尼亞和摩洛哥的戰爭中進行了鬥爭。 毛里塔尼亞軍隊在材料和武器方面都較弱，被迫放棄了他們的要求。 至於結果，阿爾及利亞和毛里塔尼亞重新建立了戰略夥伴關係。

## 目前關係
這兩個國家一直致力於共同努力和合作，同時努力不要惹怒摩洛哥，這是阿爾及利亞激烈的競爭對手，但卻是毛里塔尼亞是重要的經濟投資者。阿爾及利亞正在擴大對毛里塔尼亞的投資，以應對摩洛哥的影響。
摩洛哥對兩國之間的關係表示擔憂。
两国一直致力于合作，同时尽量避免激怒摩洛哥。摩洛哥是阿尔及利亚的强劲竞争对手，也是毛里塔尼亚重要的经济投资者。 阿尔及利亚正在扩大对毛里塔尼亚的投资，以对抗摩洛哥的影响。摩洛哥已对两国关系表达了担忧。
2019年，阿尔及利亚对毛里塔尼亚的出口占毛里塔尼亚进口的1.4%。
2021年4月8日，SAN Express“塞特-阿尔及尔-努瓦克肖特”定期航线开通，该航线往返于法国塞特港和阿尔及尔、努瓦克肖特两大首都之间，由阿尔及利亚公司“ AnisFer Line ”负责运营。航线总周转时间为20天。